# Žanna Pintusevyč-Blok
Žanna Juriïvna Pintusevyč-Blok (in ucraino Жанна Юріївна Пінтусевич-Блок?; Nižyn, 6 luglio 1972) è un'ex velocista ucraina, fino al 1991 sovietica.
In carriera è stata campionessa mondiale dei 200 metri piani ad Atene 1997 e dei 100 metri piani ad Edmonton 2001. Il nome da nubile era Žanna Juriïvna Tarnopol's'ka (in ucraino Жанна Юріївна Тарнопольська?); dal 1999 è sposata con l'allenatore statunitense Mark Block.

## Record nazionali

### Seniores
- 100 metri piani: 10"82 ( Edmonton, 6 agosto 2001)
- 200 metri piani: 22"17 ( Monachil, 9 luglio 1997)

## Progressione

### 100 metri piani
| Stagione | Risultato | Luogo           | Data      | Rank. Mond. |
| -------- | --------- | --------------- | --------- | ----------- |
| 2004     | 11"23     | Atene           | 21-8-2004 | 35ª         |
| 2001     | 10"82     | Edmonton        | 6-8-2001  |             |
| 2000     | 10"93     | Oslo            | 28-7-2000 | 5ª          |
| 1999     | 10"94     | Siviglia        | 21-8-1999 | 6ª          |
| 1998     | 10"92     | Budapest        | 19-8-1998 |             |
| 1997     | 10"85     | Atene           | 3-8-1997  |             |
| 1996     | 11"07     | Losanna         | 3-7-1996  |             |
| 1995     | 11"01     | Lucerna         | 27-6-1995 |             |
| 1994     | 10"99     | Linz            | 4-7-1994  |             |
| 1993     | 11"08     | Odessa          | 21-5-1993 |             |
| 1992     | 11"17     | Mosca           | 22-6-1992 |             |
| 1991     | 11"29     | Kiev            | 19-6-1991 |             |
| 1990     | 11"99     |                 |           |             |
| 1989     | 11"64     | Karl-Marx-Stadt | 17-6-1989 |             |

### 200 metri piani
| Stagione | Risultato | Luogo        | Data      | Rank. Mond. |
| -------- | --------- | ------------ | --------- | ----------- |
| 2001     | 22"74     | Rethymno     | 1-7-2001  |             |
| 2000     | 22"66     | Sydney       | 28-9-2000 | 19ª         |
| 1999     | 22"42     | Parigi       | 21-7-1999 | 13ª         |
| 1998     | 22"35     | Johannesburg | 11-9-1998 |             |
| 1997     | 22"17     | Monachil     | 9-7-1997  |             |
| 1996     | 23"15     | Atlanta      | 31-7-1996 |             |
| 1995     | 22"71     | Parigi       | 3-7-1995  |             |
| 1994     | 22"66     | Stoccolma    | 12-7-1994 |             |
| 1993     | 22"79     | Kiev         | 16-5-1993 |             |
| 1991     | 23"56     | Salonicco    | 11-8-1991 |             |
| 1989     | 24"03     |              |           |             |

## Palmarès
| Anno                                      | Manifestazione   | Sede        | Evento      | Risultato        | Prestazione | Note                                     |
| ----------------------------------------- | ---------------- | ----------- | ----------- | ---------------- | ----------- | ---------------------------------------- |
| In rappresentanza dell' Unione Sovietica  |                  |             |             |                  |             |                                          |
| 1991                                      | Europei juniores | Salonicco   | 100 m piani | Oro              | 11"35       |                                          |
| 1991                                      | Europei juniores | Salonicco   | 200 m piani | Oro              | 23"56       |                                          |
| In rappresentanza della Squadra Unificata |                  |             |             |                  |             |                                          |
| 1992                                      | Europei indoor   | Genova      | 60 m piani  | Oro              | 7"24        |                                          |
| In rappresentanza dell' Ucraina           |                  |             |             |                  |             |                                          |
| 1993                                      | Mondiali indoor  | Toronto     | 60 m piani  | Bronzo           | 7"21        |                                          |
| 1993                                      | Mondiali         | Stoccarda   | 100 m piani | Semifinale       | 11"36       |                                          |
| 1994                                      | Europei          | Helsinki    | 100 m piani | Argento          | 11"10       |                                          |
| 1994                                      | Europei          | Helsinki    | 200 m piani | Argento          | 22"77       |                                          |
| 1995                                      | Mondiali         | Göteborg    | 100 m piani | 5ª               | 11"07       |                                          |
| 1995                                      | Mondiali         | Göteborg    | 200 m piani | Batteria         | 23"30       |                                          |
| 1996                                      | Giochi olimpici  | Atlanta     | 100 m piani | 8ª               | 11"14       |                                          |
| 1996                                      | Giochi olimpici  | Atlanta     | 200 m piani | Quarti di finale | 23"68       |                                          |
| 1997                                      | Mondiali         | Atene       | 100 m piani | Argento          | 10"85       | Record nazionale                         |
| 1997                                      | Mondiali         | Atene       | 200 m piani | Oro              | 22"32       |                                          |
| 1998                                      | Europei          | Budapest    | 100 m piani | 4ª               | 10"92       | Miglior prestazione personale stagionale |
| 1998                                      | Europei          | Budapest    | 200 m piani | Argento          | 22"74       |                                          |
| 1999                                      | Mondiali         | Siviglia    | 100 m piani | 4ª               | 10"95       |                                          |
| 1999                                      | Mondiali         | Siviglia    | 200 m piani | Quarti di finale | dns         |                                          |
| 2000                                      | Giochi olimpici  | Sydney      | 100 m piani | 4ª               | 11"20       |                                          |
| 2000                                      | Giochi olimpici  | Sydney      | 200 m piani | 7ª               | 22"66       | Miglior prestazione personale stagionale |
| 2001                                      | Mondiali         | Edmonton    | 100 m piani | Oro              | 10"82       | Miglior prestazione mondiale stagionale  |
| 2003                                      | Mondiali indoor  | Birmingham  | 60 m piani  | dq               | dq          | [ 1 ]                                    |
| 2003                                      | Mondiali         | Saint-Denis | 100 m piani | dq               | dq          | [ 2 ]                                    |
| 2003                                      | Mondiali         | Saint-Denis | 200 m piani | dq               | dq          | [ 3 ]                                    |
| 2004                                      | Giochi olimpici  | Atene       | 100 m piani | dq               | dq          | [ 4 ]                                    |
| 2004                                      | Giochi olimpici  | Atene       | 4 × 100 m   | Batteria         | 43"77       |                                          |
| 2005                                      | Mondiali         | Helsinki    | 100 m piani | dq               | dq          | [ 5 ]                                    |
| 2006                                      | Mondiali indoor  | Mosca       | 60 m piani  | dq               | dq          | [ 6 ]                                    |

## Altre competizioni internazionali
1994
- 5ª alla IAAF Grand Prix Final ( Parigi), 100 m piani - 11"16

1995
- 8ª alla IAAF Grand Prix Final ( Monaco), 200 m piani - 23"21

1996
- 8ª alla IAAF Grand Prix Final ( Milano), 100 m piani - 11"25

1998
- 4ª alla IAAF Grand Prix Final ( Mosca), 100 m piani - 11"15
- 4ª in Coppa del mondo ( Johannesburg), 100 m piani - 11"08
- Bronzo in Coppa del mondo ( Johannesburg), 200 m piani - 22"35

2000
- Bronzo alla IAAF Grand Prix Final ( Doha), 100 m piani - 11"16